# Arturo Segovia
Arturo "Brujo" Segovia (Soledad, 26 de octubre de 1941) es un exfutbolista colombiano recordado como uno de los mejores lateral derecho de Colombia y que, entre otras cosas, perteneció a la generación que jugó la final de la Copa América 1975 con su selección.

## Trayectoria

### Deportes Tolima
Llegó al Deportes Tolima procedente de la Selección de fútbol del Atlántico en la temporada 1962-1963. Con los 'pijaos' juega durante tres temporadas disputando 153 partidos.

### Junior de Barranquilla
Tras destacar en el Deportes Tolima, ficha con el Junior de Barranquilla en donde se mantiene durante cinco temporadas. Jugó 208 partidos y anotó 9 goles. Además llegó a tener una gran amistad con el brasileño Garrincha ya que vivían juntos.

### América de Cali
En el América de Cali tan sólo juega 1 temporada. En una oportunidad Arturo declaró: "Quizás fue mi peor temporada como profesional". A pesar de haber disputado los 38 partidos de la campaña.

### Millonarios
Ficha con los "embajadores" para la temporada 1972, y en poco tiempo ya era ídolo y capitán del club. En Millonarios juega 313 partidos, hasta la temporada 1979 donde se retira del fútbol profesional a los 40 años siendo también uno de los jugadores más longevos que militado con el club.

## Plano personal
Próximo a cumplir 45 años de edad en 1986 El Brujo estuvo cerca de volver a jugar profesionalmente con el Deportes Tolima donde alcanzó a participar de la pretemporada, pero al no llegar a ningún acuerdo económico con el Senador Camargo dueño de la institución con lo cual declina de volver a jugar fútbol y continuó al mando de su escuela de formación hasta 2014.
El Brujo Segovia es considerado como uno los soledeños más influyentes en la historia del pueblo por lo que en el año 2021 se le condecoró por parte de la alcaldía.

"Arturo eres un ejemplo digno de seguir por nuestros jóvenes". Resaltó el alcalde (Rodolfo Ucrós Rosales) al momento de hacer entrega de una placa y del Decreto 175 del 19 de agosto de 2021, que reconoce y exalta las condiciones personales y profesionales de Segovia Pacheco.

## Selección nacional
Fue capitán de la Selección Colombia en la Copa América 1975, anteriormente también había participado de la edición de 1967.
Con la Selección Colombia jugó en total 14 partidos.

## Estadísticas como jugador
| Club                       | Div.          | Temporada     | Liga  | Liga  | Copa Libertadores | Copa Libertadores | Total | Total |
| Club                       | Div.          | Temporada     | Part. | Goles | Part.             | Goles             | Part. | Goles |
| -------------------------- | ------------- | ------------- | ----- | ----- | ----------------- | ----------------- | ----- | ----- |
| Deportes Tolima · Colombia | 1.ª           | 1963-66       | 153   | 14    | -                 | -                 | 153   | 14    |
| Junior · Colombia          | 1.ª           | 1966-70       | 202   | 9     | 6                 | 0                 | 208   | 9     |
| América de Cali · Colombia | 1.ª           | 1971          | 38    | 1     | -                 | -                 | 38    | 1     |
| Millonarios · Colombia     | 1.ª           | 1972-79       | 313   | 2     | 21                | 0                 | 334   | 2     |
| Total carrera              | Total carrera | Total carrera | 709   | 26    | 27                | 0                 | 736   | 26    |

### Selección
| Selección                | Año                      | Partidos | Goles |
| ------------------------ | ------------------------ | -------- | ----- |
| Absoluta                 | 1966                     | 0        | 0     |
| Absoluta                 | 1969                     | 13       | 0     |
| Absoluta                 | 1970                     | 1        | 0     |
| Absoluta                 | 1973                     | 7        | 0     |
| Absoluta                 | 1975                     | 9        | 0     |
| Absoluta                 | 1977                     | 5        | 0     |
| Total                    | Total                    | 35       | 0     |
| Total Selección Colombia | Total Selección Colombia | 35       | 0     |

## Palmarés

### Campeonatos nacionales
| Título              | Club        | País     | Temporada |
| ------------------- | ----------- | -------- | --------- |
| Categoría Primera A | Millonarios | Colombia | 1972      |
| Categoría Primera A | Millonarios | Colombia | 1978      |